# Mind's Eye Theatre
Mind's Eye Theatre, publié par l'éditeur américain White Wolf à partir de 1993, est une collection de jeu de rôle grandeur nature basé sur l'univers contemporain-fantastique du Monde des Ténèbres, partageant le thème de fiction des différents jeux de rôle de cet éditeur, dont initialement Vampire : la Mascarade puis d'autres jeux de l'ancienne gamme (old World of Darkness) ou de la nouvelle gamme (new World of Darkness).

## Description
D'après la distinction commune aux États-Unis, ce jeu appartient aux grandeur nature de « style théâtral » (ou semi-réel), car les combats sont résolus par tirage aléatoire et non par des actions physiques avec des armes factices. Il possède ainsi de nombreuses règles pour la résolution des conflits et la sécurité des joueurs. Les conflits et duels de compétences étaient gérés dans les éditions antérieures par un système basé sur des tests pierre-feuille-ciseaux. Le nouveau système (2005) utilise un mécanisme basé sur le tirage de cartes à jouer ; chaque joueur transportant un paquet de 10 cartes et ajoutant des modificateurs de compétences au résultat du tirage.
La gamme Mind's Eye Theatre (et principalement son univers de vampires) est certainement le jeu ayant eu le plus grand succès commercial, aux États-Unis et dans le reste du monde. En 1999, le magazine Pyramid l'a nommé parmi les « Meilleurs jeux du millénaire ». Selon l'éditeur Scott Haring, ce jeu fut le premier à reprendre un jeu de rôle et à le traduire grandeur nature, et c'est certainement le grandeur nature ayant eu le plus de succès.

## Publications

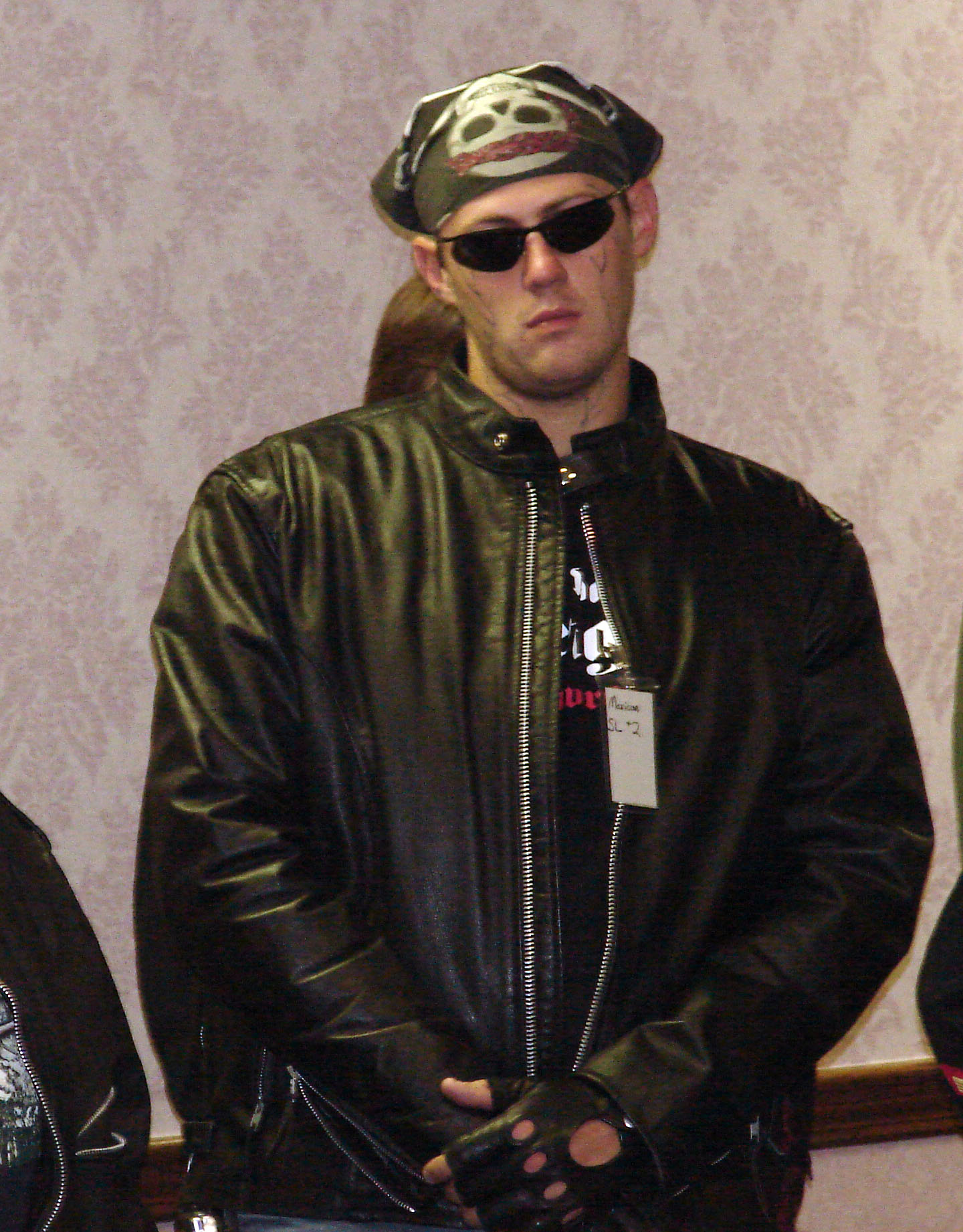
Le personnage Patrick de Cincinati, conclave Camarilla, Milwaukee 2006

La gamme Mind's Eye Theatre comporte de nombreuses éditions révisées au fil des années, et livres complémentaires.
- Mark Rein-Hagen, Ian Lemke et Mike Tinney, The Masquerade, 1993, 2e édition 1994
- Richard E Dansky, Beth Fischi, et al. , Laws of the night, 1996

La nouvelle gamme :
- Mind's Eye Theatre (core rulebook), 2005  (ISBN 9781588465238)
- Mind's Eye Theatre: The Requiem, 2005
- Mind's Eye Theatre: The Awakening, 2007

## Organisations
Mind's Eye Theatre a été utilisé depuis 1993 par des milliers de joueurs à travers le monde pour l'organisation d'évènements ponctuels ou bien de parties établies en scénarios continus (chronique) sur plusieurs années. L'association de joueurs The Camarilla, contrôlée par l'éditeur White Wolf jusqu'en 2010, gère les scénarios et l'organisation d'évènements à travers le monde. 
Le jeu est également géré par d'autres organisations à l'échelle internationale (One World by Night, The Garou Nation) ou à l'échelle nationale (Isles of Darkness au Royaume-Uni, Fédération Camarilla française en France) ou bien organisé localement de manière totalement indépendante.